# پایگاه هوایی ملبورن
پایگاه هوایی ملبورن (به انگلیسی: Melbourne Aerodrome) یک فرودگاه خصوصی است که یک باند فرود چمن دارد و طول باند آن ۵۴۹ متر است. این فرودگاه در کشور کانادا قرار دارد و در ارتفاع ۲۲۴ متری از سطح دریا واقع شده‌است.